# Lao FF Cup
Der Lao FF Cup ist ein nationaler laotischer Fußballwettbewerb. Die erste Austragung fand 2003 statt. Der Pokalwettbewerb war auch unter den Namen Prime Minister’s Cup und The Minister Cup bekannt. Aktueller Titelträger ist der Young Elephants FC.

## Sieger nach Jahr
| Jahr                 | Sieger                                               | Ergebnis                                             | Zweiter                                              |
| Prime Minister’s Cup | Prime Minister’s Cup                                 | Prime Minister’s Cup                                 | Prime Minister’s Cup                                 |
| -------------------- | ---------------------------------------------------- | ---------------------------------------------------- | ---------------------------------------------------- |
| 2003                 | MCTPC                                                | 2:1                                                  | Lao Army FC                                          |
| 2004                 | Vientiane FC                                         | 2:1 n. V.                                            | Savannakhet Province                                 |
| 2005                 | keine Austragung                                     | keine Austragung                                     | keine Austragung                                     |
| 2006                 | Lao-American College                                 | 3:1                                                  | Vientiane FC                                         |
| 2007                 | MPWT                                                 | 2:1                                                  | Savannakhet Province                                 |
| 2008                 | keine Austragung                                     | keine Austragung                                     | keine Austragung                                     |
| 2009                 | keine Austragung                                     | keine Austragung                                     | keine Austragung                                     |
| 2010                 | Bank FC                                              | 5:2 n. V.                                            | MPS                                                  |
| 2011                 | Bank FC                                              | 1:0                                                  | Lao Police FC                                        |
| 2012                 | SHB Champasak                                        | 5:0                                                  | Savannakhet                                          |
| 2013                 | Lao Army FC                                          | 1:0                                                  | Par Vem FC                                           |
| Lao FF Cup           |                                                      |                                                      |                                                      |
| 2014                 | Lao Police FC                                        |                                                      | Lao Toyota FC                                        |
| The Minister Cup     |                                                      |                                                      |                                                      |
| 2015                 | Lanexang United FC                                   | 5:0                                                  | Lao Army FC                                          |
| 2016                 | keine Austragung                                     | keine Austragung                                     | keine Austragung                                     |
| 2017                 | keine Austragung                                     | keine Austragung                                     | keine Austragung                                     |
| 2028                 | keine Austragung                                     | keine Austragung                                     | keine Austragung                                     |
| Lao FF Cup           |                                                      |                                                      |                                                      |
| 2019                 | Lao Toyota FC                                        | 8:0                                                  | Evo United FC                                        |
| 2020                 | Young Elephants FC                                   | 2:1                                                  | Muanghat United FC                                   |
| 2021                 | Keine Austragung wegen der COVID-19-Pandemie in Laos | Keine Austragung wegen der COVID-19-Pandemie in Laos | Keine Austragung wegen der COVID-19-Pandemie in Laos |
| 2022                 | Young Elephants FC                                   | 2:1 n. V.                                            | Master 7 FC                                          |
| 2023                 | keine Austragung                                     | keine Austragung                                     | keine Austragung                                     |
| 2024/25              | Ezra FC                                              | 2:1 n. V.                                            | Young Elephants FC                                   |